# Citiolone
Citiolone là một loại thuốc được sử dụng trong điều trị gan. Nó là một dẫn xuất của cysteine amino acid. Citilone cũng đã được nghiên cứu liên quan đến hạ thân nhiệt do nó là một chất tẩy gốc tự do hydroxyl. Thuốc đã được chứng minh là bảo vệ các tế bào chuột đồng trong điều kiện nhiệt độ 8-25 o C.